# Клейнвехтер, Фридрих
Фри́дрих Кле́йнвехтер (нем. Friedrich von Kleinwächter, 25 февраля 1838, Прага — 12 декабря 1927, Черновцы) — австрийский политэконом.
Был профессором политической экономии и статистики, а также деканом коммерческого отделения (1872—1875)) в Рижском политехникуме; позже — профессором университета в Черновицком университете.

## Главные труды Клейнвехтера
- «Zur Reform der Handwerksverfassung» (Берлин, 1875);
- «Die rechts- und staatswissenschaftlichen Fakultäten in Oesterreich» (Вена, 1876); *"Die Kartelle" (Инсбрук, 1883);
- «Die Nationalökonomie als Wissenschaft» (Берлин, 1883);
- «Die Grundlagen und Ziele des sog. wissenschaftlichen Sozialismus» (Инсбрук, 1885);
- «Die Staatsromane» (Вена, 1891).
- В Schönberg’s «Handbuch der politischen Oekonomie» Клейнвехтер обработал раздел «Die volkswirtschaftliche Produktion im allgemeinen».

## Источник
- Клейнвехтер, Фридрих // Энциклопедический словарь Брокгауза и Ефрона : в 86 т. (82 т. и 4 доп.). — СПб., 1890—1907.